# Râul Cracul Stâng
Râul Cracul Stâng (Tigăile) este un curs de apă din județul Brașov, primul afluent de dreapta (din doi) al râului Tigăile, care este al doilea afluent de stânga al râului Doftana (Tărlung) (cunoscut, de asemenea, ca Râul Doftana Ardeleană), care este la rândul său un afluent de stânga al râului Tărlung. 

## Generalități
Râul Cracul Stâng (Tigăile) nu are afluenți semnificativi și nici nu trece prin vreo localitate.